# Филологическая библиотека Свободного университета Берлина
Филологическая библиотека (также Библиотека Фостера; нем. Philologische Bibliothek) — научная библиотека Свободного университета Берлина. Здание библиотеки располагается в берлинском административном районе Далем. Проект библиотеки был разработан английским архитектором Норманом Фостером.
Открытое в сентябре 2005 г. здание новой филологической библиотеки Свободного университета Берлина называют в немецкой прессе «футуристической былью» или, учитывая особенности его архитектуры, «библиотечной ракушкой». Здание проектировал сэр Норман Фостер, английский архитектор, который также является автором знаменитого проекта «Берлин без рейхстага».
Свободный университет Берлина занимает одно из ведущих мест в системе образовательных учреждений города. В настоящее время в нём обучаются 35 000 студентов. Основное здание университета было открыто в 1973 г. По признанию современников, его архитектура и планировка соответствовали требованиям того времени. В нём размещались учебные аудитории, служебные помещения для преподавателей, библиотека с читальными залами. К 2000 г. возникла потребность в капитальном ремонте университетского здания. Чтобы ремонтные работы не мешали учебному процессу, руководство университета приняло решение предварительно построить новое здание для библиотеки, в котором получит возможность заниматься большое количество студентов.
В 2003 г. в конкурсе проектов по реконструкции здания университета и возведению новой библиотеки победил оригинальный проект сэра Фостера. Будущую библиотеку он назвал «Мозг Берлина» («The Berlin brain»). Изогнутые галереи и лестницы здания, действительно, напоминают извилины мозга.